# Nikołaj Kulomin
Nikołaj Władimirowicz Kulomin, ros. Николай Владимирович Кулёмин (ur. 14 lipca 1986 w Magnitogorsku) – rosyjski hokeista, reprezentant Rosji, olimpijczyk.

## Kariera klubowa
- Mietałłurg 2 Magnitogorsk (2002-2005)
- Mietałłurg Magnitogorsk (2005-2008)
- Toronto Maple Leafs (2008-2012, 2013-2014)
  -  Toronto Marlies (2009)
  -  Mietałłurg Magnitogorsk (2012-2013)
- New York Islanders (2014-2018)
- Mietałłurg Magnitogorsk (2018-2021)
- Saławat Jułajew Ufa (2021-)

Nikołaj Kulomin od początku kariery występował w Mietałłurgu Magnitogorsk, z którym zdobył mistrzostwo Rosji w 2007 roku. W 2006 roku był draftowany z 44 numerem przez Toronto Maple Leafs. 25 maja 2007 roku Kulomin podpisał 3-letni kontrakt z Toronto Maple Leafs, lecz postanowił pozostać w Rosji do końca sezonu 2007/2008. W styczniu 2008 wraz z Metallurgiem zdobył Puchar Mistrzów. Sezon 2008/2009 rozpoczął w Toronto Maple Leafs grając w formacji z Niklasem Hagmanem i Michaiłem Hrabouskim. Pierwszego gola w NHL strzelił w meczu przeciwko Detroit Red Wings, a w bramce stał Chris Osgood. 7 stycznia 2009 został przeniesiony do filii zespołu w AHL, Toronto Marlies. Po kilkunastu dniach wrócił do NHL. Od września 2012 do stycznia 2013 roku na okres lokautu w sezonie NHL (2012/2013) związany kontraktem z macierzystym klubem Mietałłurgu Magnitogorsk. Od lipca 2014 zawodnik New York Islanders, związany czteroletnim kontraktem. Na początku 2018 ponownie został zawodnikiem macierzystego Mietałłurga. Z końcem kwietnia 2021 odszedł z klubu. Pod koniec sierpnia 2021 ogłoszono jego transfer do Saławatu Jułajew Ufa. W pierwszym meczu sezonu KHL (2021/2022) w dniu 3 września 2021 zdobył trzy gole przeciw Barysowi (1:5).

## Kariera reprezentacyjna
Uczestniczył w turniejach mistrzostw świata juniorów do lat 18 edycji 2004, mistrzostw świata juniorów do lat 20 edycji 2006, seniorskich mistrzostw świata 2006, 2007, 2010, 2011, 2012, 2014, 2015, zimowych igrzysk olimpijskich 2014, Pucharu Świata 2016.

## Sukcesy

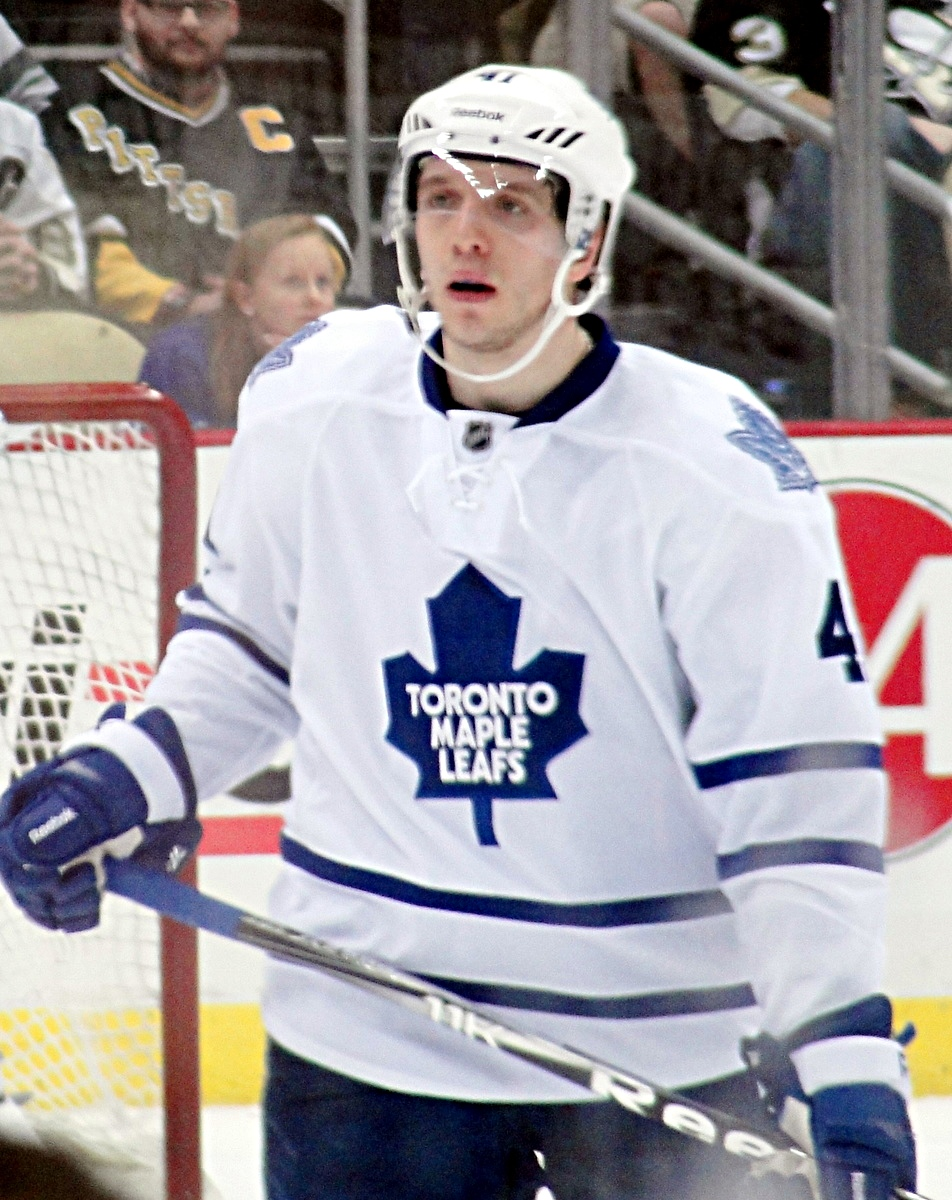
Nikołaj Kulomin w barwach Toronto Maple Leafs (2012)

Reprezentacyjne
- Złoty medal mistrzostw świata juniorów do lat 18: 2004
- Srebrny medal mistrzostw świata juniorów do lat 20: 2006
- Brązowy medal mistrzostw świata: 2007
- Srebrny medal mistrzostw świata: 2010, 2015
- Złoty medal mistrzostw świata: 2012, 2014

Klubowe
- Złoty medal mistrzostwo Rosji: 2007 z Mietałłurgiem Magnitogorsk
- Puchar Mistrzów 2008 z Mietałłurgiem Magnitogorsk

Indywidualne
- Superliga rosyjska w hokeju na lodzie (2005/2006):
  - Nagroda dla najlepszego pierwszoroczniaka
- Superliga rosyjska w hokeju na lodzie (2006/2007)
  - Złoty Kij - Najbardziej Wartościowy Gracz (MVP) rundy zasadniczej
- KHL (2012/2013):
  - Trzecie miejsce w klasyfikacji +/- w sezonie zasadniczym: +25
  - Nagroda Najlepsza Trójka dla tercetu najskuteczniejszych strzelców ligi (oraz Jewgienij Małkin i Siergiej Moziakin) - łącznie 40 goli
- Mistrzostwa Świata w Hokeju na Lodzie 2015/Elita:
  - Jeden z trzech najlepszych zawodników reprezentacji na turnieju[8]
- KHL (2021/2022):
  - Piąte miejsce w klasyfikacji +/- w sezonie zasadniczym: +19

Odznaczenie
- Order Honoru (2014)[9]